# ГЕС Маяньдун
ГЕС Маяндонг (马岩洞水电站) — гідроелектростанція у центральній частині Китаю в провінції Чунцін. Використовує ресурс із річки Юцзян, правої притоки Уцзян, яка, своєю чергою, є правою притокою Янцзи.
У межах проєкту річку перекрили греблею з ущільненого котком бетону висотою 69 метрів та довжиною 156 метрів. Вона утримує водосховище з об'ємом 209,6 млн м3 (корисний об'єм 40 млн м3), у якому припустиме коливання рівня поверхні d операційному режимі між позначками 347 та 350 метрів НРМ (під час повені до 353,7 метра НРМ).
Зі сховища через лівобережний гірський масив прокладено дериваційний тунель довжиною майже 5 км, який транспортує ресурс для встановлених у машинному залі трьох турбін загальною потужністю 66 МВт. За рік вони забезпечують виробництво 235 млн кВт·год електроенергії на рік.